# Top Hits – The Best Of
Top Hits – The Best Of – kompilacja największych przebojów grupy Boys z okresu 1996–2017 wydana w 2019 roku przez Green Star. Wydawnictwo ukazało się na płycie CD, jak również na płycie winylowej.

## Lista utworów (płyta CD)
1. Najpiękniejsza dziewczyno
2. Szalona
3. Chłop z Mazur
4. Koleś z Bety
5. Wolność
6. W oczach niebo (feat. Extazy)
7. Ostatni dzień, ostatnia noc
8. Kochana uwierz mi
9. Czy nie
10. Moja kochana
11. Usłysz wołanie
12. Przypomnij mi

## Lista utworów (płyta winylowa)
Strona A
1. Najpiękniejsza dziewczyno
2. Szalona
3. Chłop z Mazur
4. Koleś z Bety
5. Wolność

Strona B
1. Ostatni dzień, ostatnia noc
2. Kochana uwierz mi
3. Czy nie
4. Moja kochana
5. Przypomnij mi